# Зубовце (община Куманово)
Зубовце (мак. Зубовце) — село у Північній Македонії, входить до складу общини Куманово Північно-Східного регіону.
Населення — 57 осіб (перепис 2002).